# Pott Shrigley
Pott Shrigley är en civil parish i Cheshire East i England i Storbritannien.